# Bregje de Brouwer
Bregje de Brouwer (Goirle, 9 maart 1999) is een Nederlands synchroonzwemster. Ze neemt met haar tweelingzus Noortje de Brouwer deel aan wedstrijden. Ze namen deel aan de Olympische Spelen van Tokio en Olympische Spelen van Parijs.

## Biografie
Bregje en Noortje de Brouwer namen deel aan het WK 2019 in Gwangju alvorens ze twee jaar later deelnamen aan de Olympische Zomerspelen 2020 in Tokio.  Hier wist het duo de negende plaats te behalen. Door een schouderblessure bij haar zus moest Bregje het een tijd zonder Noortje stellen en trainde ze met Marloes Steenbeek. Met Steenbeek behaalde Bregje een zilveren medaille op de Europese Spelen 2023. Nadat ze voldoende hersteld was, werd het duo in ere hersteld. In februari 2024 wisten de zussen als eerste Nederlanders een medaille te winnen bij het synchroonzwemmen tijdens de WK 2024. Het duo behaalde een zilveren medaille. Op het EK 2024 in Belgrado wisten de zusjes op zowel de vrije als technische routine een gouden medaille te winnen. Hetzelfde jaar traden ze aan op de Olympische Zomerspelen 2024. Hier wisten de zussen een bronzen medaille te behalen. Het was de eerste Nederlandse olympische medaille in de geschiedenis van het synchroonzwemmen.

## Titels
- Parijs 2024
- Doha 2024
- Krakau-Małopolska 2023
- Belgrado 2024 duet vrije routine
- Belgrado 2024 duet technische routine